# アカガオゴジュウカラ属
アカガオゴジュウカラ属（アカガオゴジュウカラぞく、学名 Daphoenositta）は、鳥類スズメ目オーストラリアゴジュウカラ科 Neosittidae 唯一の属である。
オーストラリア大陸とニューギニア島にのみ生息する。長距離の渡りはしない。

## 分類
オーストラリアゴジュウカラ属 Neositta とも呼ばれ、以前は別属とすることもあった。科名はこの属の名に基づく。
古くはゴジュウカラ科とされていた。しかし、木の洞に巣を作るゴジュウカラ科と違い木の枝に巣を作ること、ミツスイ科に似た脚の筋肉を持つことなどから、オーストラリアゴジュウカラ科に分離された。実際はゴジュウカラ科は系統的にかけ離れており、スズメ小目に分類される。
Sibley分類では、カラス科モズヒタキ科オーストラリアゴジュウカラ族 Neosittini の唯一の属だった。

## 種
国際鳥類学会議 (IOC)は3種とする。パプアゴジュウカラを認めず2種とする説もある。
- Daphoenositta chrysoptera, Varied Sittella, オーストラリアゴジュウカラ
- Daphoenositta papuensis, Papuan Sittella, パプアゴジュウカラ
- Daphoenositta miranda, Black Sittella, アカガオゴジュウカラ